# Scenic Rim Region
Koordinaten: 27° 59′ S, 152° 59′ O

Die Scenic Rim Region ist ein lokales Verwaltungsgebiet (LGA) im australischen Bundesstaat Queensland. Das Gebiet ist 4252 km² groß und hat etwa 40.100 Einwohner.

## Geografie
Die Region liegt in der Südostecke des Staats an der Grenze zu New South Wales etwa 55 km südlich der Hauptstadt Brisbane.
Größte Stadt und Verwaltungssitz der LGA ist Beaudesert mit etwa 6000 Einwohnern. Zur Region gehören folgende Stadtteile und Ortschaften: Allandale, Allenview, Anthony, Aratula, Barney View, Beaudesert, Beechmont, Benobble, Biddaddaba, Binna Burra, Birnam, Blantyre, Boonah, Boyland, Bromelton, Bunburra, Bunjurgen, Burnett Creek, Cainbable, Cannon Creek, Canungra, Carneys Creek, Charlwood, Chinghee Creek, Christmas Creek, Clumber, Coleyville, Coochin, Coulson, Croftby, Cryna, Darlington, Dugandan, Fassifern, Fassifern Valley, Ferny Glen, Flying Fox, Frazerview, Frenches Creek, Gleneagle, Harrisville, Hillview, Hoya, Illinbah, Innisplain, Josephville, Kagaru, Kalbar, Kents Lagoon, Kents Pocket, Kerry, Knapp Creek, Kooralbyn, Kulgun, Lamington, Laravale, Limestone Ridges, Lower Mount Walker, Maroon, Merryvale, Milbong, Milford, Milora, Moogerah, Moorang, Morwincha, Mount Alford, Mount Barney, Mount Edwards, Mount Forbes, Mount French, Mount Gipps, Mount Lindesay, Mount Walker, Mount Walker West, Munbilla, Mutdapilly, Nindooinbah, Oaky Creek, Obum Obum, Oreilly, Palen Creek, Peak Crossing, Radford, Rathdowney, Roadvale, Rosevale, Running Creek, Sarabah, Silverdale, Southern Lamington, Tabooba, Tabragalba, Tamborine, Tamborine Mountain, Tamrookum, Tamrookum Creek, Tarome, Templin, Teviotville, Undullah, Veresdale, Veresdale Scrub, Wallaces Creek, Warrill View, Washpool, Wilsons Plains, Witheren, Wonglepong, Woolooman und Wyaralong.

## Geschichte
Die heutige Scenic Rim Region entstand 2008 aus dem Boonah Shire und Teilen des Beaudesert Shire und der Ipswich City.

## Verwaltung
Der Scenic Rim Regional Council hat sieben Mitglieder. Sechs Councillor werden von den Bewohnern der sechs Divisions (Wahlbezirke) gewählt. Der Ratsvorsitzende und Mayor (Bürgermeister) wird zusätzlich von allen Bewohnern der Region gewählt.